# Канлыджа
Канлыджа (тур. Kanlıca) — квартал (семт) в районе Бейкоз (Стамбул, Турция), расположенный на азиатском берегу Босфора. Известность Канлыдже принёс местный десерт — йогурт с сахарной пудрой, который предлагают в ресторанах и кафе Канлыджи.

## История
Во времена Османской империи Канлыджа была богатым районом, где знатные и богатые люди возводили себе особняки на берегу Босфора, известные как ялы. Ныне Канлыджа является одним из редких приморских мест на азиатской стороне Босфора с большим количеством исторических деревянных особняков на своей набережной.
По данным османской империи 1882 года, общая численность населения района Канлыджа составляла 9891 человека, в том числе 6095 мусульман, 3043 грека, 708 армян, 41 католика и 4 латинян.

## Достопримечательности
Речушка Бюльбюль впадает в Босфор в заливе Канлыджа. К северу от неё и к югу от Канлыджи располагается природный парк Михрабат.
Напротив пристани Канлыджи находится мечеть Искендер-паши, построенная по заказу кадиаскера (войскового судьи) гази Искендер-паши архитектором Синаном в 1559—1560 годах. В её дворе располагается гробница Искендер-паши.
К востоку от холма по направлению к Босфору раскинулось кладбище Канлыджа. К известным людям, захороненным там, относятся, среди прочих, журналист Седат Симави, музыканты Барыш Манчо и Каяхан.
Пристань Канлыджа используется Городскими паромными линиями (тур. Şehir Hatları), связывающими этот районом с Эмирганом, Истинье на севере и Анадолухисаром, Кандилли, Бебеком, Арнавуткёем и Ченгелькёем на юге. Кроме того, она служит местом старта для ежегодного соревнования по плаванию в открытой воде — Межконтинентального заплыва через Босфор, маршрут которого проходит на юг на расстояние 6,5 км и заканчивается в Куручешме, в европейской части Стамбула.

## Галерея

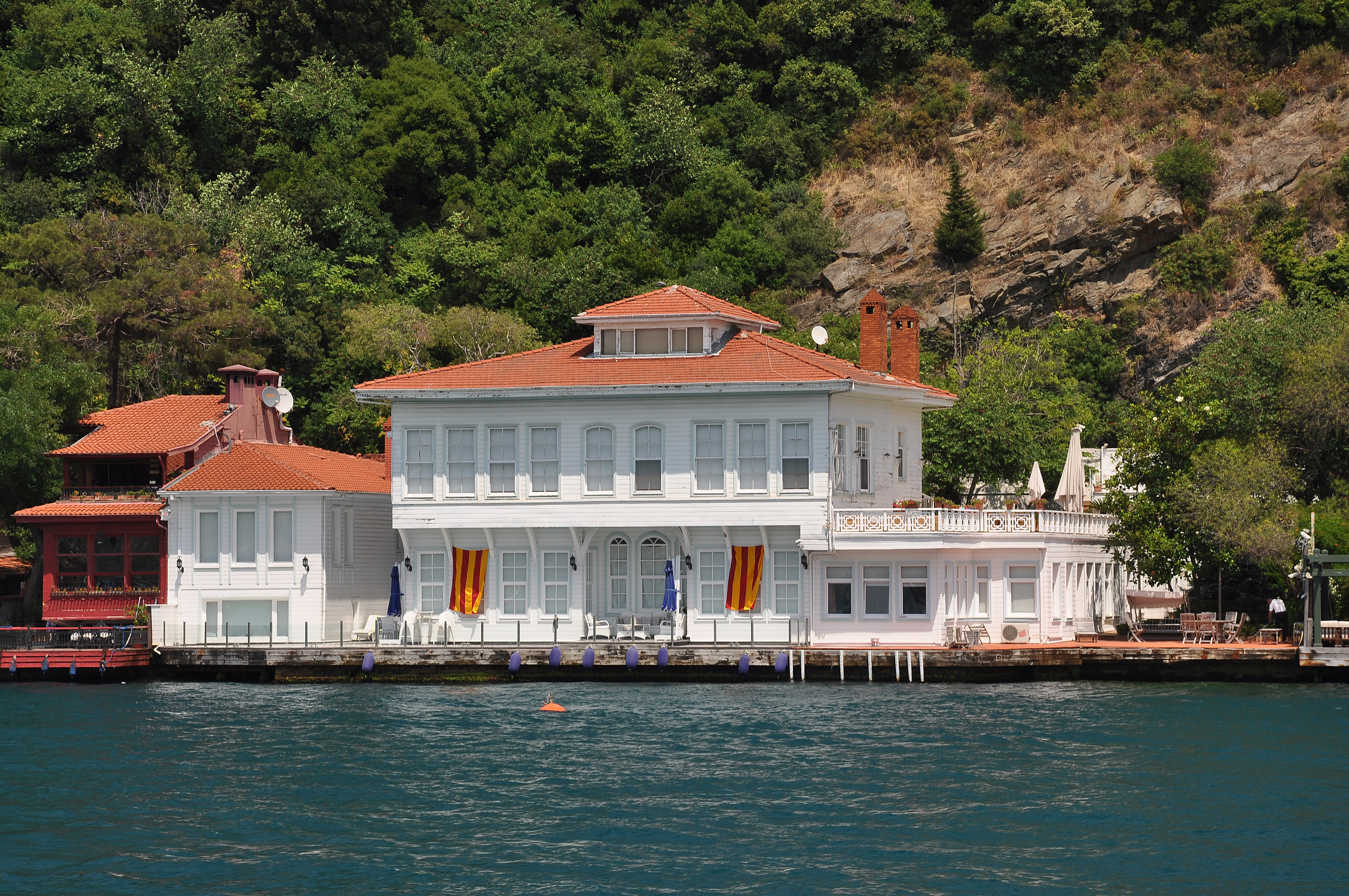
Ялы великого визиря Мехмеда Кадри-паши
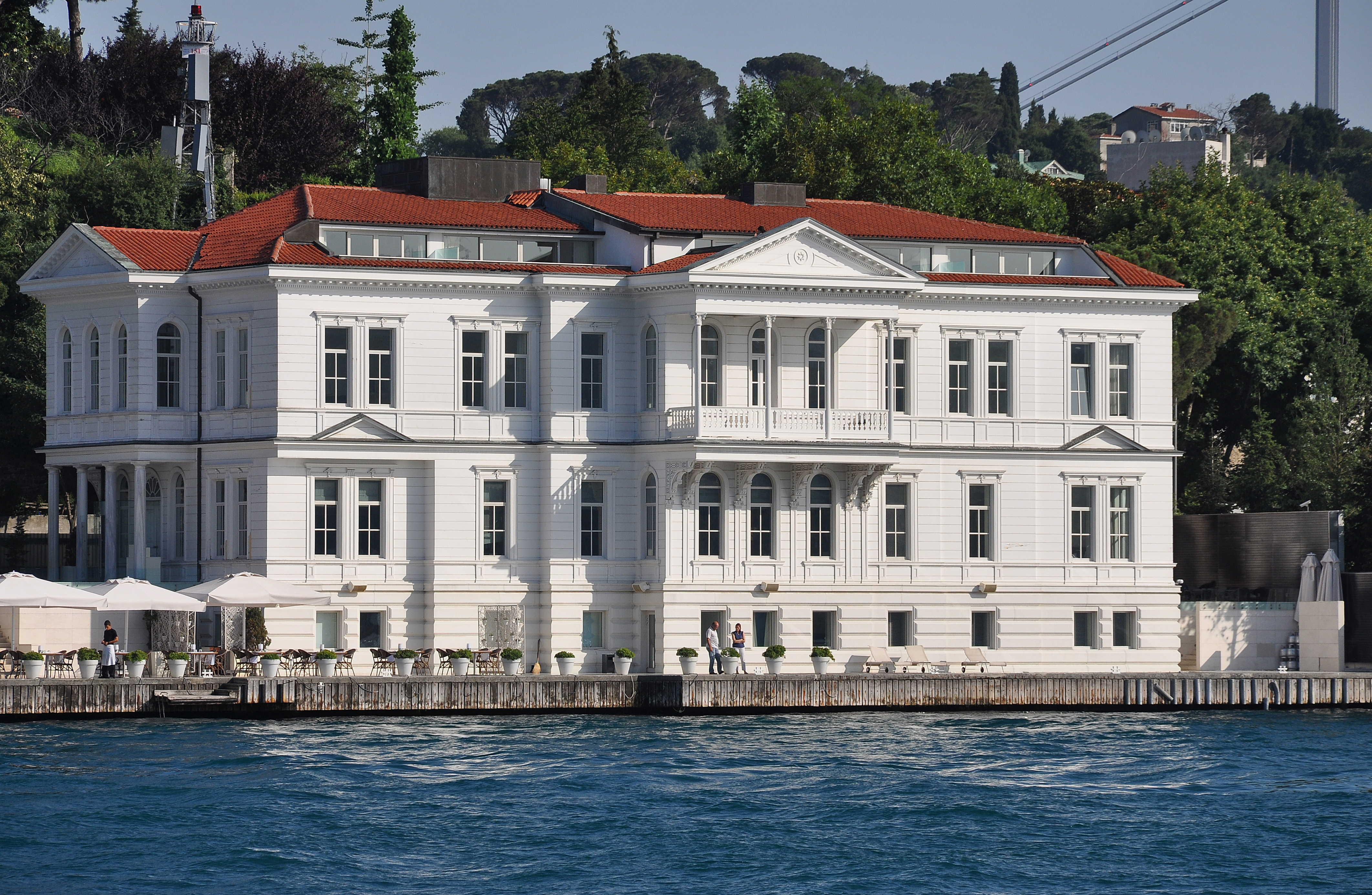
Ялы Ахмеда Расим-паши
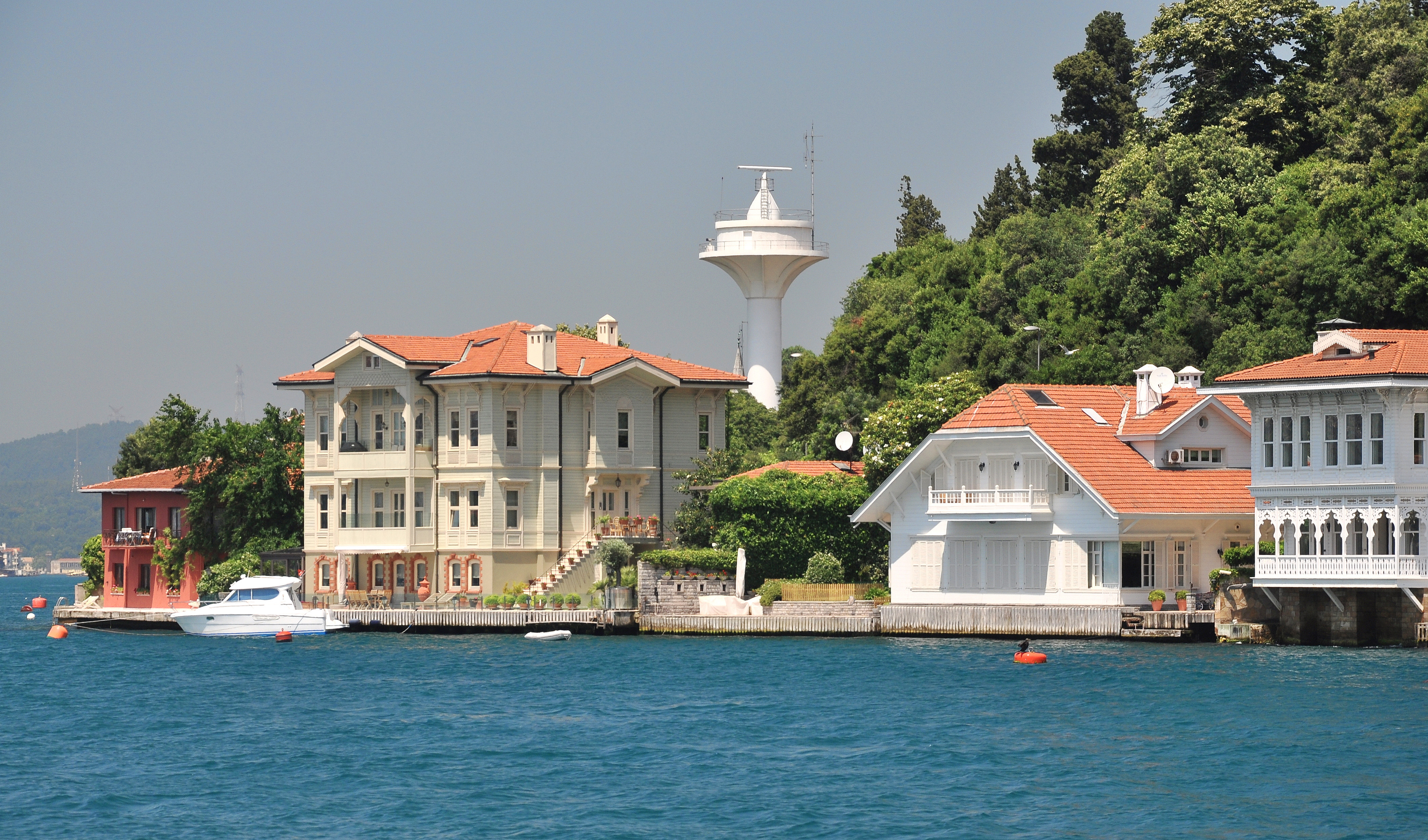
Ялы Хаджи Ахмет-бея (второй слева), ялы Али Мазхар-бея (справа), ялы Этема Пертев-бея (крайний справа)
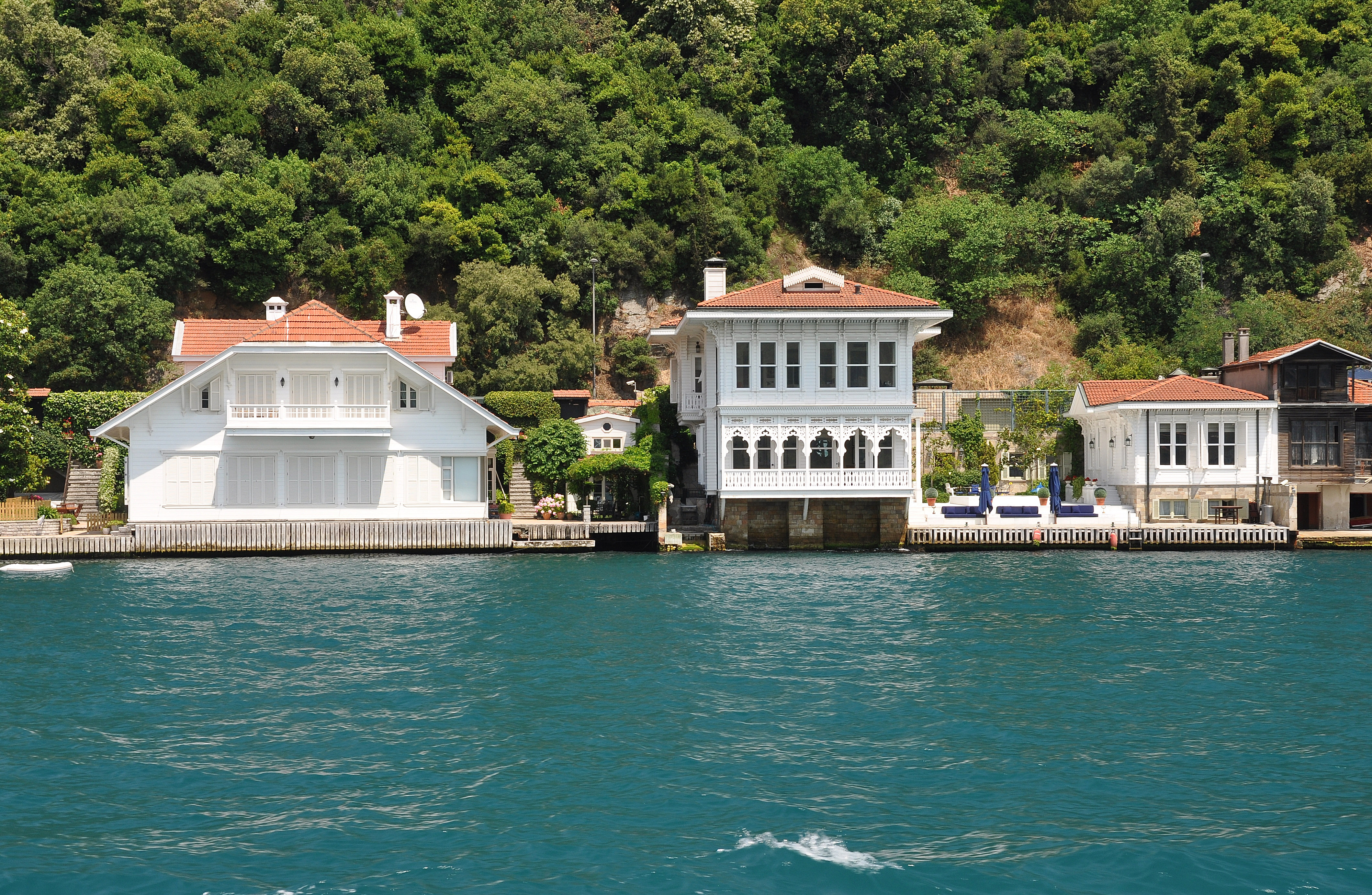
Ялы Али Мазхар-бея (слева), ялы Этема Пертев-бея (в середине)
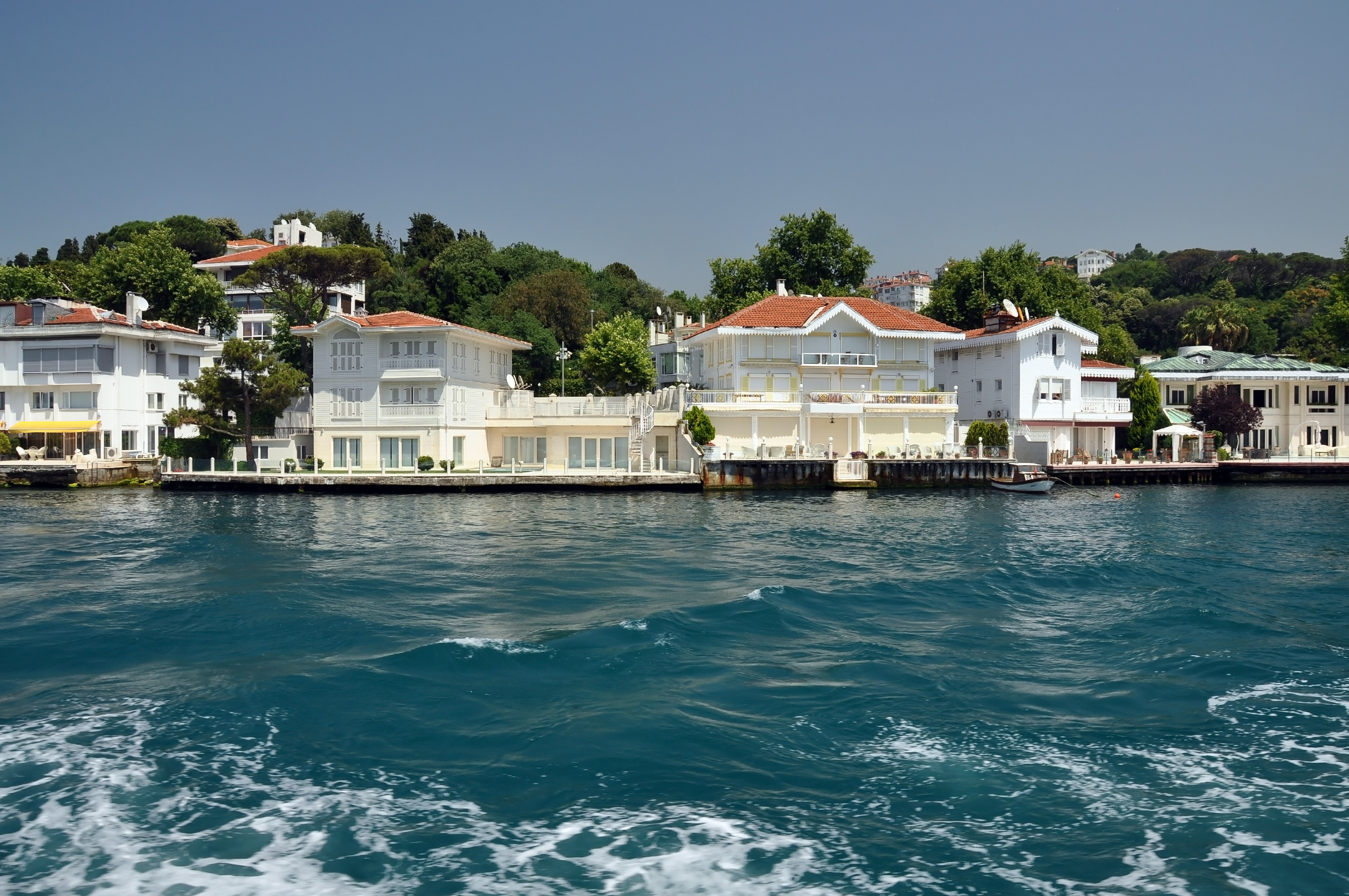
Ялы Эльбиседжи Ахмет-бея
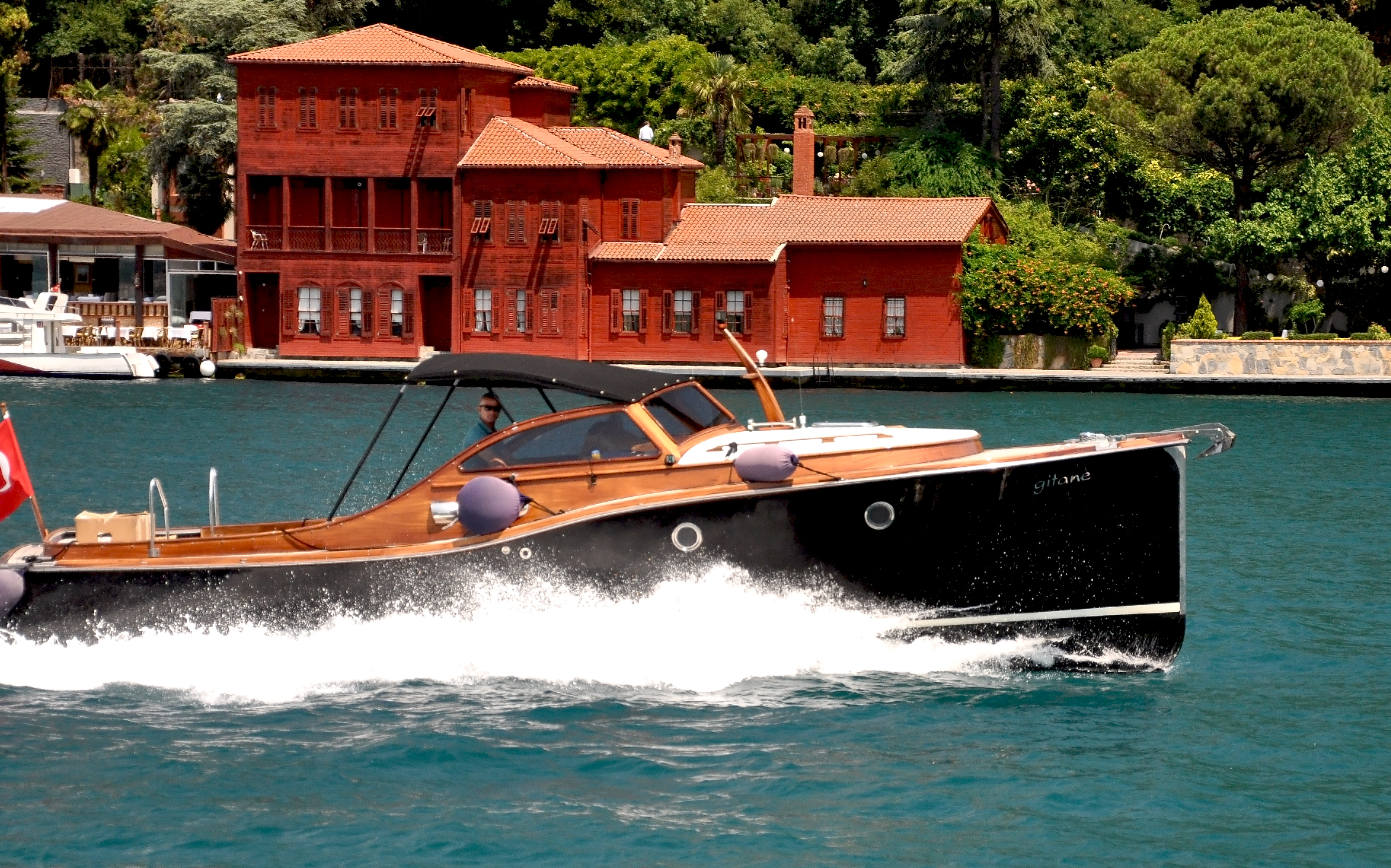
Ялы Хекимбаши Салиха-эфенди
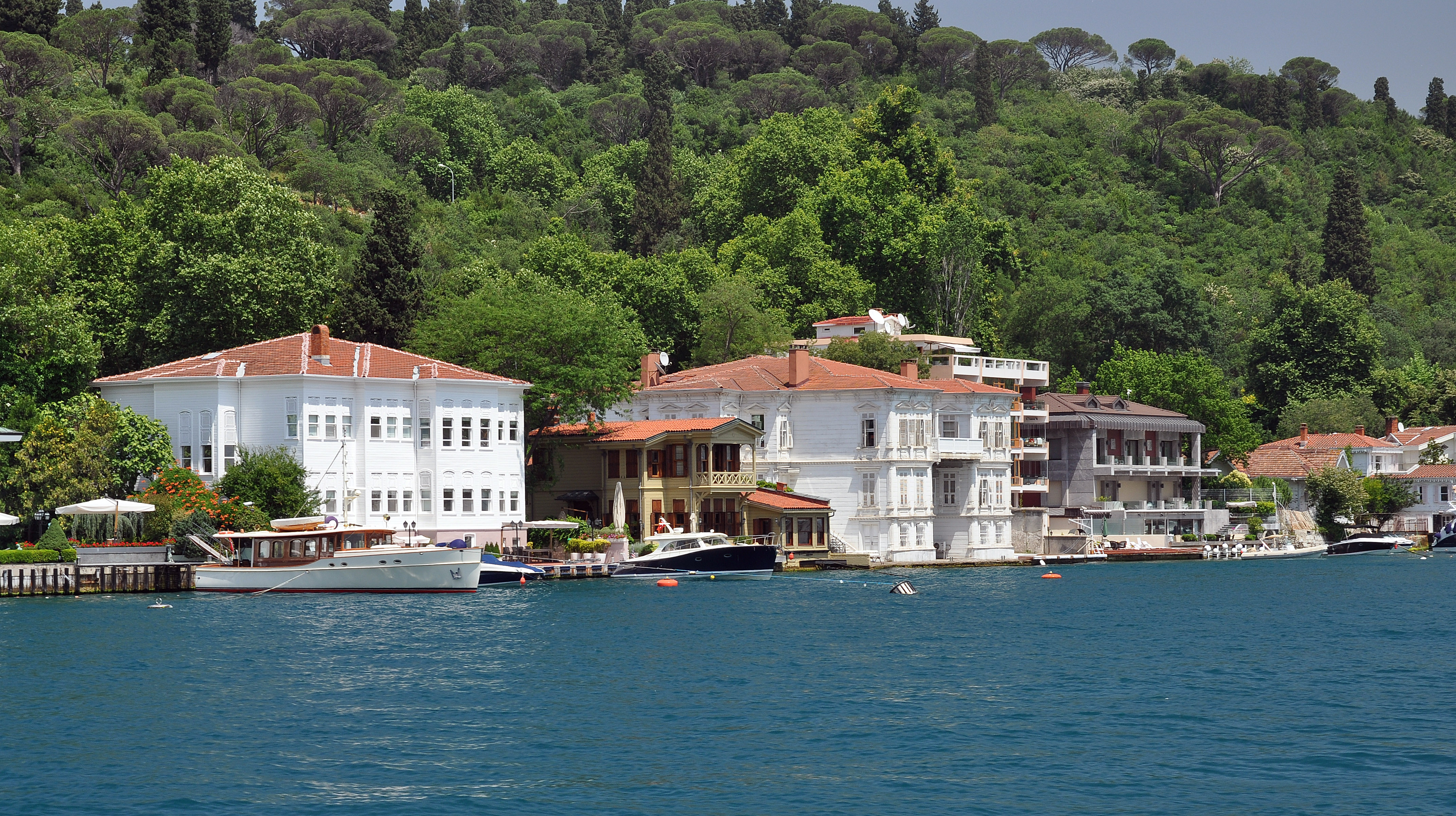
Ялы Яглыкчи Хаджи Решит-бея (слева), ялы Рукие Сабихи Султан (в середине)
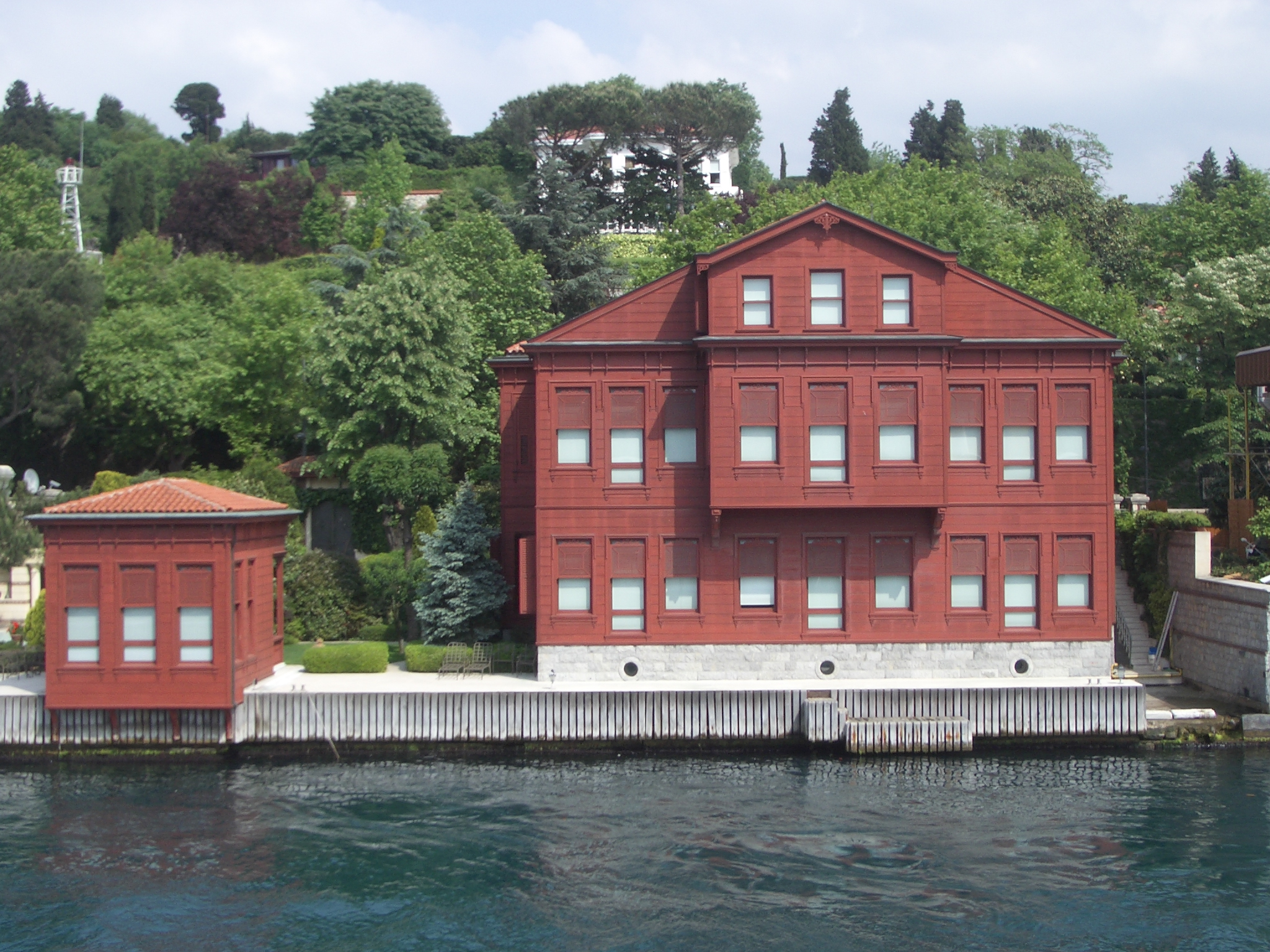
Ялы Еди Секиз Хасан-паши
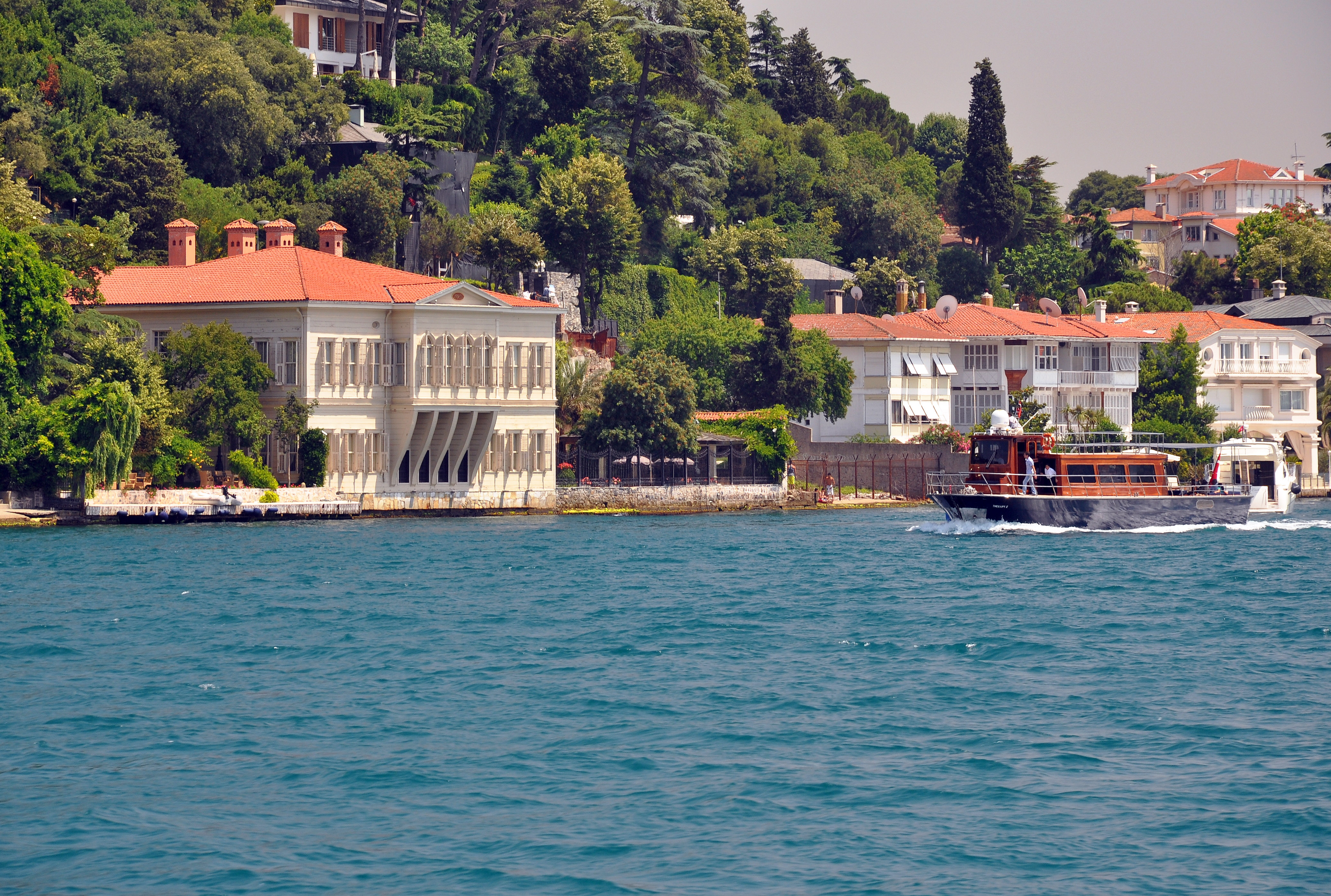
Ялы Зарифа Мустафы-паши
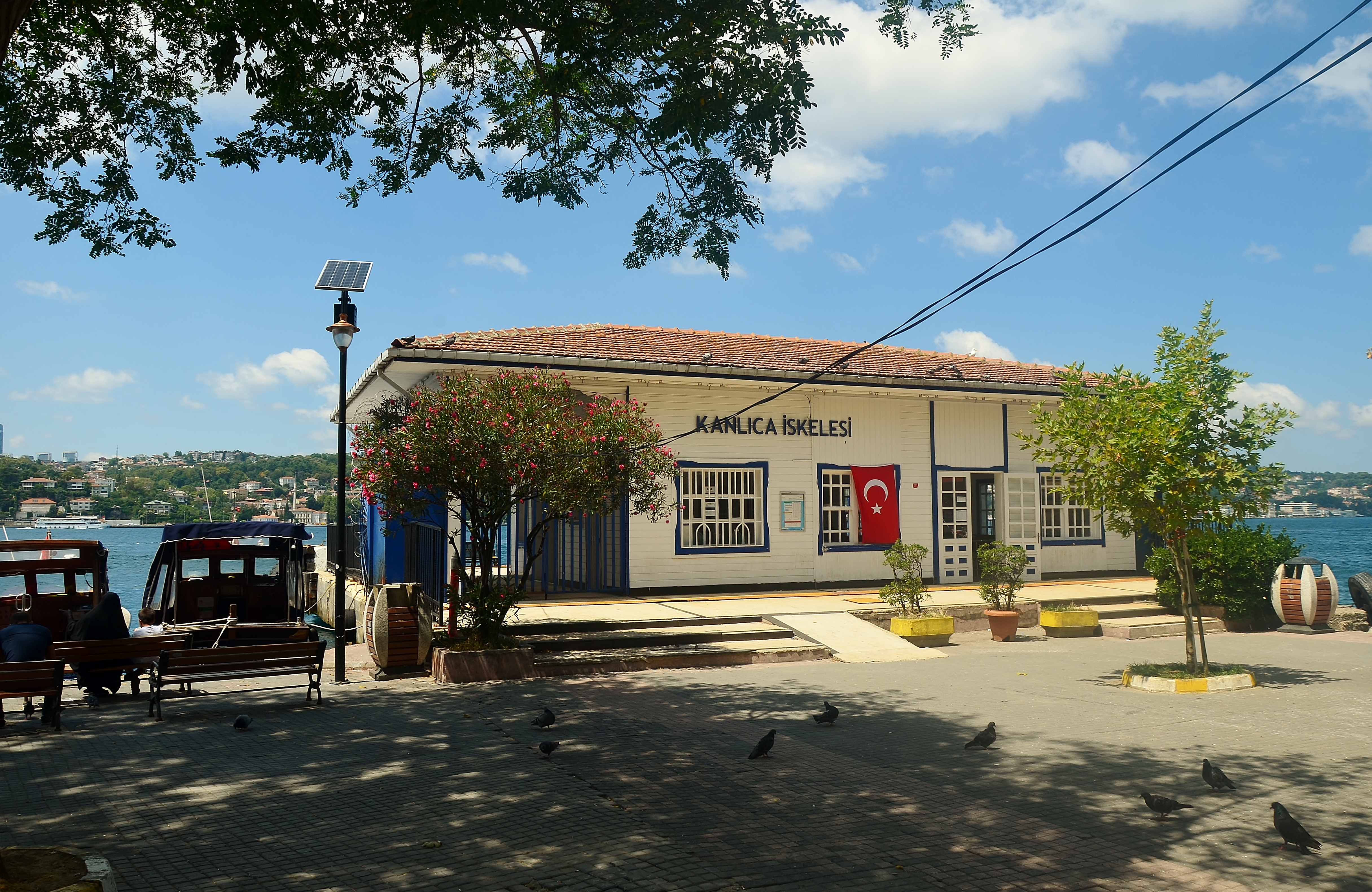
Пассажирская паромная пристань
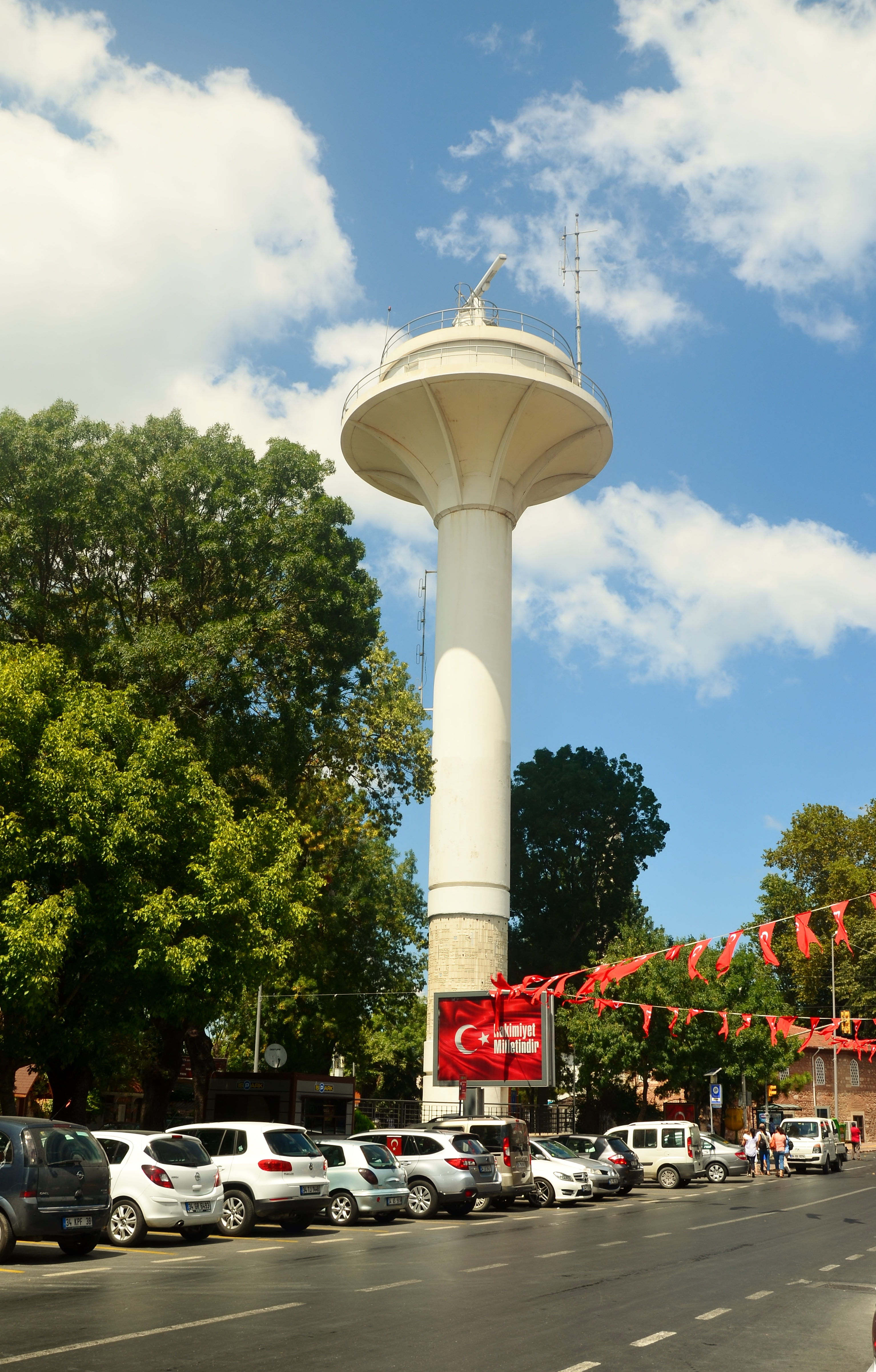
Радиолокационная башня в Канлыдже для морской навигации по Босфору
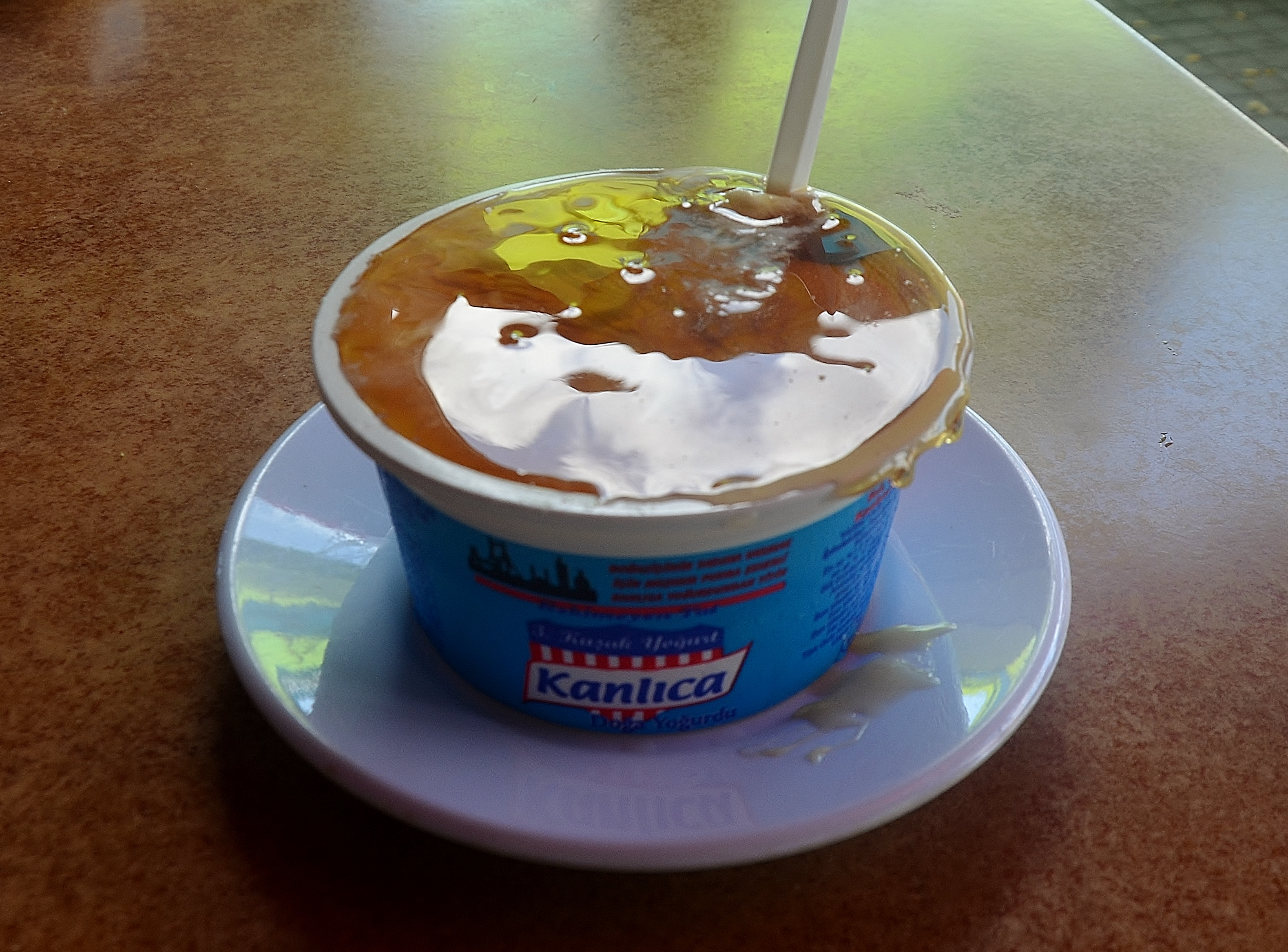
Покрытый мёдом канлыджский йогурт